# Wahoo McDaniel
Edward "Wahoo" McDaniel (Bernice (Oklahoma), 19 juni 1938 - 18 april 2002) was een Amerikaans Choctaw-Chickasaw die beroemd werd als een Americanfootballspeler en later als een professioneel worstelaar.

## American footballcarrière
In de jaren 1960 was hij als Americanfootballspeler actief bij verscheidene clubs in de American Football League zoals bij Houston Oilers (1960), Denver Broncos (1961-1963), New York Jets 1964-195), Miami Dolphins (1966-1968). Zijn beste posities in de American football waren linebacker en guard.

## Professioneel worstelcarrière
Tijdens zijn carrière in de American football, maakte McDaniel in 1961 zijn debuut in het professioneel worstelen. In 1964 huurde Vince McMahon Sr. McDaniel voor een paar worstelwedstrijden in de World Wide Wrestling Federation (WWWF). Tijdens zijn periode in de WWWF, worstelde hij tegen verscheidene worstelsterren zoals Boris Malenko, Cowboy Bill Watts, Dr. Jerry Graham en Waldo Von Erich.
Na zijn carrière in de American football, ging hij voltijds aan de slag als professionele worstelaar. Hij worstelde voor verscheidene worstelorganisaties zoals American Wrestling Association en Jim Crockett Promotions. In zijn laatste jaren als worstelaar was hij te zien in de Puerto Ricaanse worstelorganisaties.

## Dood
Midden in de jaren 1990 begon zijn gezondheid te verslechteren en uiteindelijk verloor McDaniel zijn beide nieren. In afwachting van een niertransplantatie, stierf hij op 18 april 2002 aan complicaties van diabetes en nierfalen.

## Prestaties
- Cauliflower Alley Club
  - Other honoree (1996)

- Championship Wrestling from Florida
  - NWA Florida Heavyweight Championship (1 keer)
  - NWA Florida Television Championship (1 keer)
  - NWA Southern Heavyweight Championship (2 keer)
  - NWA United States Tag Team Championship (1 keer: met Billy Jack Haynes)
  - NWA World Tag Team Championship (2 keer: met Jose Lothario)

- Georgia Championship Wrestling
  - NWA Georgia Heavyweight Championship (2 keer)
  - NWA Georgia Tag Team Championship (1 keer: met Tommy Rich)
  - NWA Macon Heavyweight Championship (1 keer)

- International Pro Wrestling
  - IWA World Heavyweight Championship (1 keer)

- Mid-Atlantic Championship Wrestling / Jim Crockett Promotions / World Championship Wrestling
  - NWA Mid-Atlantic Heavyweight Championship (5 keer)
  - NWA National Heavyweight Championship (1 keer)
  - NWA United States Heavyweight Championship (5 keer)
  - NWA World Tag Team Championship (4 keer: met Mark Youngblood (2x), Rufus R. Jones (1x) en Paul Jones (1x))
  - WCW Hall of Fame (Class of 1995)

- National Wrestling Alliance
  - NWA Hall of Fame (Class of 2011)

- NWA Big Time Wrestling
  - NWA American Heavyweight Championship (2 keer)
  - NWA American Tag Team Championship (3 keer: met Johnny Valentine (2x) en Thunderbolt Paterson(1x))
  - NWA Texas Heavyweight Championship (2 keer)
  - NWA Texas Tag Team Championship (1 keer: met Tony Parisi)

- Professional Wrestling Hall of Fame and Museum
  - (Class of 2010)

- Pro Wrestling Illustrated
  - PWI Most Popular Wrestler of the Year (1976)

- Southern Championship Wrestling
  - SCW Hall of Fame (Class of 1998)

- Southwest Championship Wrestling
  - SCW Southwest Heavyweight Championship (2 keer)
  - SCW Southwest Tag Team Championship (1 keer: met Terry Funk)
  - SCW World Tag Team Championship (1 keer: met Ivan Putski)

- Wrestling Observer Newsletter awards
  - Wrestling Observer Newsletter Hall of Fame (Class of 2002)